# Melesio Morales
Melesio Morales (Città del Messico, 4 dicembre 1838 – San Pedro de los Pinos, 12 maggio 1908) è stato un compositore e direttore d'orchestra messicano.
Morales studiò musica a Città de Messico con Jesus Rivers y Rio e Felipe Larios  e fin dal 1850 iniziò a comporre valzer, marzurke e polke. La sua prima opera fu Romeo y Julieta, che però fu rappresentata solo nel 1963. 
Dopo il successo di Ildegonda, opera composta sullo stesso libretto dell'omonima opera di Emilio Arrieta, nel 1866 andò a Firenze per perfezionarsi con Teodulo Mabellini. Nel 1869 a Firenze rappresentò Ildegonda, che ebbe un buon successo.
Fu a lungo direttore del conservatorio di Città del Messico e direttore d'orchestra; fu il primo maestro messicano a dirigere Beethoven. Scrisse diverse opere, una, Cleopatra, su libretto di Antonio Ghislanzoni, musica sinfonica e composizioni d'occasione. Fra queste ultime Sinfonìa vapor fu composto ed eseguito in occasione dell'inaugurazione della ferrovia Città del Messico-Puebla de Zaragoza nel 1869  .

## Opere
- Romeo y Julieta, 1860
- Ildegonda, Città del Messico 1866, Firenze 1869[2]
- Gino Corsini, ossia La Maledizione, 1877
- Cleopatra, 1891
- Carlo Magno
- La tempestad
- El judìo errante
- I Brurgavi
- Anita, ca. 1900